# SpaceX CRS-8
SpaceX CRS-8 (также известный как SpX-8) — десятый полёт автоматического грузового корабля Dragon компании SpaceX. Восьмой полёт в программе снабжения Международной космической станции, выполненный SpaceX по контракту Commercial Resupply Services (CRS) с NASA.
Начиная с этой миссии все грузовые корабли Dragon будут оснащены программным обеспечением, позволяющим в случае аварии ракеты-носителя во время запуска отсоединиться от неё, сбросить носовой конус и негерметичный контейнер, открыть парашюты и приводниться в океан, сохранив герметичный груз на борту. Возможность использования этой функции будет сохраняться на протяжении всего 10-минутного полёта ракеты-носителя Falcon 9, за исключением последних 20 секунд работы второй ступени.

## Запуск
6 апреля, в рамках процедуры подготовки к запуску, проведено традиционное короткое тестовое зажигание двигателей первой ступени Falcon 9 (static fire), для подтверждения готовности всех систем ракеты к старту.
Успешный запуск ракеты-носителя Falcon 9 состоялся 8 апреля 2016 года в 20:43 UTC со стартового комплекса SLC-40 на мысе Канаверал. Корабль Dragon выведен на целевую орбиту 209 × 353 км, наклонение 51,6° через 10,5 минут после старта. Спустя 3 минуты были раскрыты крылья солнечных батарей.

## Сближение и стыковка
Dragon прибыл к МКС 10 апреля и в 11:23 UTC был захвачен манипулятором станции Канадарм2. В 13:57 корабль был успешно пристыкован к модулю Гармония.
Впервые к МКС одновременно пристыкованы оба грузовых корабля (Dragon и Cygnus), используемые NASA для снабжения станции.
Также это второй случай в истории, когда к МКС одновременно пристыкованы 6 космических кораблей («Союз ТМА-19М», «Союз ТМА-20М», «Прогресс МС-01», «Прогресс МС-02», Cygnus CRS OA-6 и Dragon CRS-8). В первый раз это произошло в начале 2011 года, когда в составе станции одновременно находились американский Шаттл «Дискавери» STS-133, японский HTV-2, европейский ATV-2 «Иоганн Кеплер» и три российских корабля — «Союз ТМА-01М», «Союз ТМА-20» и «Прогресс М-09М».
16 апреля, с помощью манипулятора Канадарм2, модуль BEAM был извлечён из грузового контейнера корабля и установлен на заднюю сторону модуля Спокойствие, где он пробудет в течение двух лет. Раскрытие модуля проведут 26 мая.

## Полезная нагрузка
Dragon доставил на МКС 3136 кг полезного груза. В герметичном отсеке доставлено 1723 кг (с учётом упаковки), в том числе:
- Материалы для научных исследований — 640 кг
- Провизия и вещи для экипажа — 547 кг
- Оборудование и детали станции — 306 кг
- Оборудование для выхода в открытый космос — 12 кг
- Компьютеры и комплектующие — 108 кг
- Российский груз — 33 кг

В негерметичном контейнере доставлен экспериментальный надувной модуль BEAM. Масса модуля — 1413 кг.
Среди научного оборудования на МКС доставлено:
- VEGGIE — оборудование для выращивания растений на станции, в рамках проекта Veg-03 будет выращиваться капуста сорта Tokyo Bekana.
- Rodent Research 3 — третья жилая мини-лаборатория для изучения на лабораторных мышах атрофических процессов в скелетных мышцах и костях под воздействием микрогравитации.
- Microbial Observatory 1 — в течение года будут изучаться образцы микроорганизмов взятых в воздухе и с поверхностей разных модулей станции, это поможет в понимании вопросов выживания и адаптации различных бактерий в условиях космической станции.
- Micro-10 — эксперимент по исследованию воздействия микрогравитации на гриб Aspergillus nidulans.
- Genes in Space-1 — студенческий эксперимент поможет выяснить, может ли в космосе использоваться полимеразная цепная реакция (ПЦР) для изучения молекулы ДНК.

## Отстыковка и возвращение
Перед отстыковкой в корабль было загружено около 1700 кг (>3700 фунтов) полезного груза. Спустя почти год после последней успешной миссии корабля (SpaceX CRS-6), на Землю возвращены результаты научных исследований, проводимых на МКС, в том числе результаты, полученные в рамках годичного пребывания на станции астронавта Скотта Келли. Также со станции возвращён для углублённого изучения скафандр № 3011, после нескольких эпизодов появления воды в шлеме во время выходов в открытый космос.
В 11:02 UTC 11 мая 2016 года Dragon был отстыкован от МКС с помощью манипулятора Канадарм2 и отпущен в 13:19 UTC. В 18:51 корабль успешно приводнился в Тихом океане, в 420 км от побережья Калифорнии.

## Возврат первой ступени
Хотя профиль миссии позволял вернуть первую ступень ракеты-носителя Falcon 9 к месту запуска на площадку Посадочной зоны 1, SpaceX планировала посадку первой ступени на плавающую платформу Autonomous Spaceport Drone Ship, расположенную в 300 км к северо-востоку от места запуска. Компания хотела отработать посадку на платформу для будущих запусков на геопереходную орбиту.
Первая ступень впервые совершила успешную посадку на плавающую платформу Autonomous Spaceport Drone Ship с названием «Of Course I Still Love You» через 8,5 минут после запуска с мыса Канаверал.
Сразу после приземления топливные баки ступени были провентилированы, через некоторое время обслуживающий персонал с корабля поддержки прибыл на платформу и прикрепил посадочные опоры к палубе с помощью стальных «башмаков», для того, чтобы предотвратить падение ступени из-за качки на волнах. Прибытие платформы в порт на мысе Канаверал ожидалось в воскресенье, 10 апреля, после чего ступень должна была быть доставлена в ангар стартового комплекса LC-39A. После обследования и многократного повторного зажигания, эта ступень была использована для повторного запуска по программе SES-10.

Платформа прибыла в порт Канаверал утром 12 апреля. Спустя несколько часов подготовки, ступень была снята с платформы с помощью крана и помещена на специальный стенд, позволяющий отсоединить посадочные стойки.
30 марта 2017 года первая ступень была использована повторно для запуска SES-10.